# Anwar Sadat
Muhammad Anwar al-Sadat (arabiska: محمد أنور السادات, Muḥammad Anwar as-Sādāt), född 25 december 1918 i Mit Abu Al-Kum i Al-Minufiyah, död 6 oktober 1981 i Kairo (mördad), var en egyptisk militär och politiker som var Egyptens president 1970–1981. Han var till 1977 medlem av Arabiska socialistunionen, och därefter av Egyptens Nationaldemokratiska parti.

## Biografi
Anwar Sadat föddes i en enkel bondefamilj i byn Mit Abu Al-Kum, vid Nilens delta. Modern var nubier. Efter Egyptens självständighet blev fadern lägre tjänsteman, men familjens ekonomi var mycket ansträngd. När han var 18 år inskrevs han vid militärakademin; han var den första årskull som ägde tillträde att studera där utan att tillhöra aristokratin. Det ålåg dock familjen att bekosta såväl utbildning som uniform, och Sadat berättade senare om förödmjukande minnen från denna tid, vilka satte spår i honom. Efter utförd utbildning placerades han i Övre Egypten, i en mindre prestigefull garnison.
Ideologiskt sett var Sadat under den egyptiska monarkins dagar ombytlig. Först var han medlem i Muslimska brödraskapet och sedan i Unga Egypten. Tillsammans med Gamal Abdel Nasser var Sadat aktiv i bildandet av Fria officerares förbund, en underjordisk och revolutionär grupp inom armén som senare skulle gripa makten i Egypten. Under andra världskriget stödde han Tyskland mot Storbritannien. I sin självbiografi  beskriver Sadat hur han är delaktig i ett försök att innan slaget om El Alamein försöka kontakta Rommel för att erbjuda tyskarna stöd i kriget. Tanken var att i utbyte mot stödet utverka garantier för att Egypten vid en tysk seger i kriget skulle få förbli självständigt. Försöket avslöjades av britterna och Sadat avskedades ur armén och dömdes 1942 till fängelse. Två år senare flydde han ur fängelset och höll sig undan tills krigsslutet då han benådades av regeringen och fick återinträda i tjänst som arméofficer. Efter kriget mot Israel 1948 lämnade han armén, satt åter en tid i fängelse för ett politiskt betingat mordförsök och var därefter anställd på ett transportföretag.
Sadat deltog i statskuppen mot kung Farouk I av Egypten 1952, meddelade i radion att "fria officerare tagit makten för att återupprätta stabiliteten", och hamnade då i revolutionens främsta led med sina forna kollegor i armén. 
Sadats roll i Gamal Abdel Nassers regering var till en början som propagandist. I den egenskapen hyllade han i starka ordalag Sovjetunionen, panarabismen och den arabiska socialismen, som kom att bli känt under beteckningen nasserismen. Han var vicepresident när Nasser avled 1970 av en hjärtattack och efterträdde då honom. 

### Egyptens ledare
Det första Sadat tog sig an var att rensa landet på de tusentals rådgivare från Sovjetunionen, vilka hade inbjudits av föregångaren. Tämligen omedelbart övergav han nasserismen, dess panarabism och socialism samt öppnade vägarna för den västerländska kapitalismen. Detta inbegrep att hans polis började göra razzior mot vänsterfolk, av vilka många var intellektuella. Under Sadat upplevde Egypten en ekonomisk blomstring, men under de sista åren började en allvarlig inflation göra sig kännbar. 

### Oktoberkriget
Sadat drog med Egypten i oktoberkriget tillsammans med Syrien mot Israel, då de anföll Israel den 6 oktober 1973, på Yom Kippur. Krigsförklaringen följdes av att Kuwait kallade de andra oljeproducerande länderna i arabvärlden till ett nästan totalt exportstopp till de länder som stödde Israel, bland annat till USA och Nederländerna, och resulterade i en omfattande oljekris. På grund av palestiniernas situation fördömdes inte kriget av många av FN:s medlemsländer. Egypten återtog vid kriget en liten del av västra Sinaihalvön som ockuperats av Israel sedan sexdagarskriget, men förlorade en lika stor del av sitt fastland.
Utfallet vid kriget återgav Egypten sin förlorade prestige från tidigare väpnade konflikter mot Israel, om än den politiska situationen var svår, eftersom större delen av Sinai fortfarande var ockuperat. Uppmuntrad av denna framgång inledde Sadat då en politisk lättnad i landet, frisläppte många politiska fångar, och skapade ett ekonomiskt läge som ledde till köpfest och konsumtionism i städerna. I städerna började prostitution igen bli vanligt, liksom haschhålor. Som kontrast till detta, och till den västliga kulturen som även innefattade film, nattklubbar, reklam och smink, ökade islamiseringen. Sadat tog i detta läge ställning genom att uppmana folket att återvända till islam; ärligheten i hans religiositet har dock betvivlats. Framför allt torde hans religiösa vändning bero på en vilja att bli folklig.

### Fredsavtal med Israel

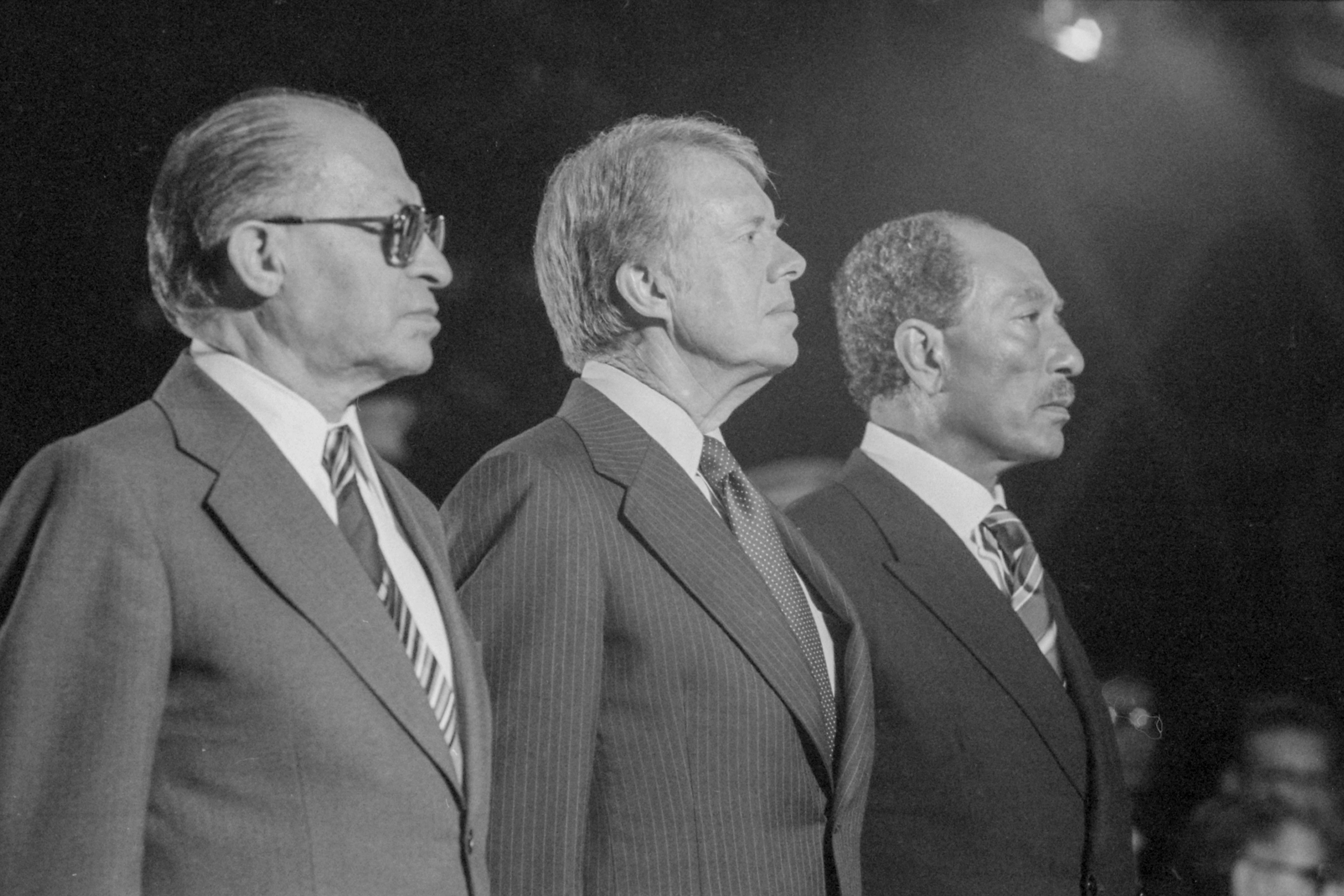
Menachem Begin, Jimmy Carter och Sadat vid Camp David 1978.

I november 1977 väckte Sadat uppmärksamhet av historiska mått, då han lät meddela att han var villig att möta representanter för Israel, d.v.s. Menachem Begin och Knesset. Han blev det första arabiska och muslimska statsöverhuvudet att möta Israels regering sedan staten utropades 1948. Mötet skedde den 19 november. Han fick tala till knesset. Sadat sade att Israel måste lämna ifrån sig de områden som de ockuperat, tillåta palestinierna att bilda en egen stat och att låta Jerusalem bli en frizon. Några dagar därefter inbjöd han USA, Sovjetunionen, Israel, FN:s generalsekreterare Kurt Waldheim och några av de större arabiska länderna till Kairo för att diskutera möjligheterna inför en Genèvekonferens. Sovjetunionen bojkottade fredsförsöket, liksom PLO och Syrien. De senare inbjöd i stället arabländerna till ett toppmöte i Tripoli. 
Sadats Kairomöte hölls den 14 december, och under ett nytt möte den 25 december gjordes ansträngningar mellan Sadat och Begin om fredsvillkoren. Parterna kunde dock inte enas i Palestinafrågan eller i frågan om ett tillbakadragande från Sinaihalvön. Mötet med Israel kom att resultera i Camp Davidavtalet. För denna försonande hållning skaffade sig Sadat många vänner i västvärlden, men lika många fiender bland araberna, vilka isolerade honom. PLO bröt offentligt med Egypten på grund av Sadats medlande roll. Sadat erhöll Nobels fredspris tillsammans med Menachem Begin 1978. 
Köpfesten i städerna och inflationen var anledningar till att Sadat i januari 1977 lät öka priset på bröd till det dubbla, genom att sänka den statliga subventionen på baslivsmedel. Prischocken ledde till ett folkuppror i Kairo. Sadat slog ner upproret med militären, införde utegångsförbud med cirka 20 personers död som följd. Som motåtgärd lät han bilda en särskild säkerhetsstyrka, vilken utbildades i karate. Hans popularitet för den utrikespolitiska gärningen fann ingen motsvarighet bland folket efter brödkravallerna. Han försökte bygga upp slumkvarteren i Kairo efter omfattande kritik mot förfallet och misären och lät riva stora bostadsområden. Inte heller detta kunde vinna tillbaka det folkliga stödet. 
Då den 1979 störtade shahen av Iran, Mohammad Reza Pahlavi, behövde kvalificerad läkarvård på grund av elakartad cancer, fick han avslag att opereras i USA av politiska skäl. Han togs då emot av Sadat i Egypten. Sadat mötte tog emot honom när han steg ur planet från Paris. Sadat lovade Reza Pahlavi att han kunde stanna i Egypten resten av sitt liv. När Reza Pahlavi avled fick han en statsbegravning i Egypten. 

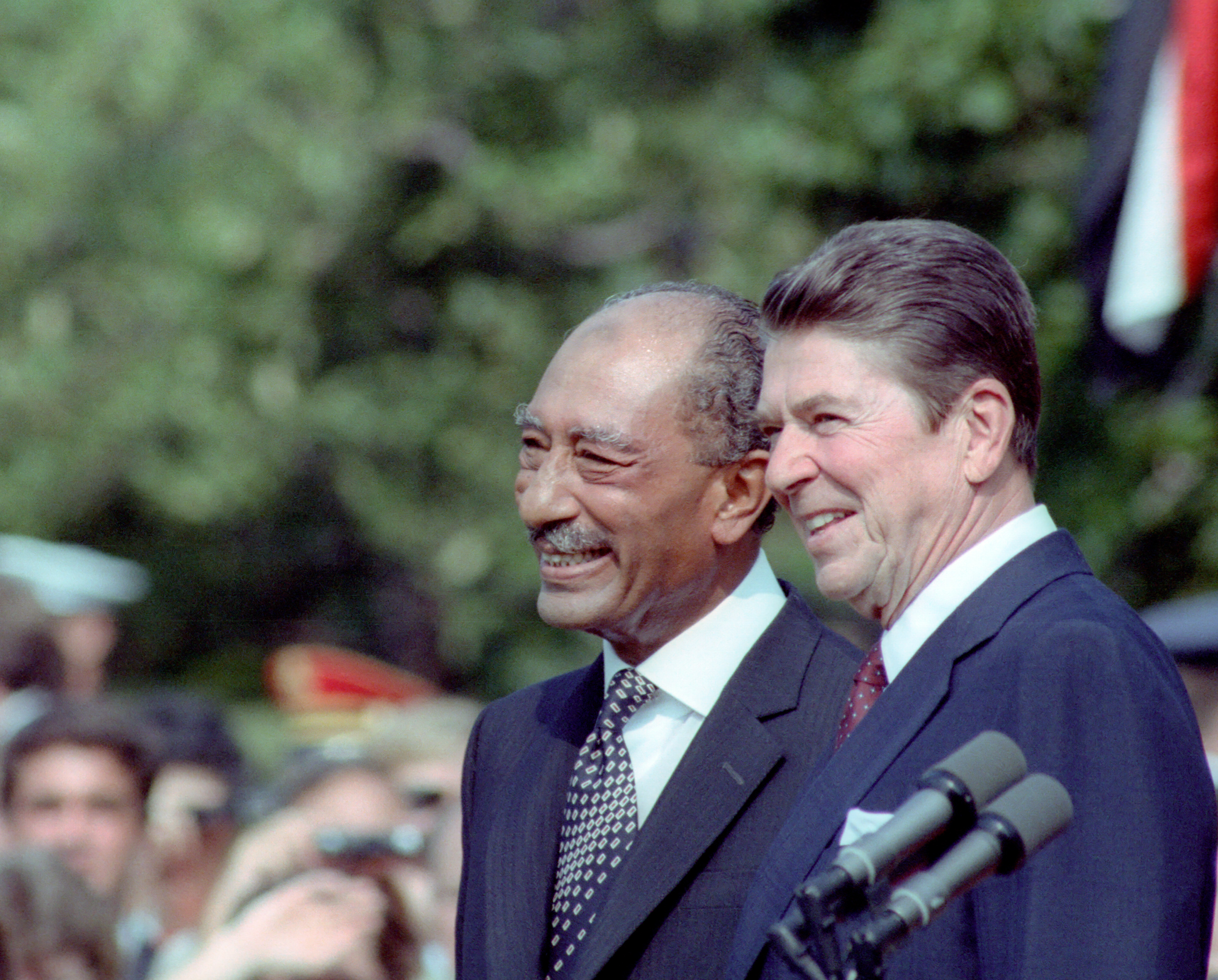
Sadat och Ronald Reagan.

År 1981 var ett omskakande år i Egypten. Fredsförhandlingarna med Israel om Sinai och om Libanon fortsatte. Han avlade det första officiella egyptiska statsbesöket någonsin i USA hos Ronald Reagan den 5 augusti, där bland annat frågan om PLO dryftades; Reagan vidhöll att fredsförhandlingar var uteslutna så länge som inte PLO erkände staten Israels existens, men i ett möte med Begin den 15 augusti återupptog Sadat förhandlingarna om palestiniernas självstyre.

### Religiösa och politiska konflikter
I september inträffade en kris med både de religiösa och de kommunistiska företrädarna i landet. Det föregicks av att islamister samma sommar hade startat kravaller mot kopter i Kairo, vilket var den första religiösa konflikten i Egyptens historia sedan medeltiden. I början av september avsatte han koptisk-ortodoxa kyrkans högsta ledare, Shenouda III, lät hålla honom fängslad i ett ökenkloster, och förstatligade 40 000 moskéer. Den 3 september arresterades ett stort antal religiösa och politiska opponenter och den 16 september utvisade han 1 500 sovjetiska medborgare, däribland Sovjetunionens ambassadör i Kairo. Sadats förevändning till de senare repressalierna var att han menade att Sovjetunionen konspirerade mot honom.

### Attentatet
Samma år, på årsdagen för utbrottet av oktoberkriget, mördades Sadat med fem skott i ett attentat under hederstribunen vid en militärparad i Kairo. Flera andra skadades i attentatet, bland annat FN:s blivande generalsekreterare Boutros Boutros-Ghali, och elva personer avled. De första uppgifterna gjorde gällande att det varit religiösa fanatiker som utfört dådet, men senare tillkännagavs att det varit ett etappmål i en statskupp av Sadats egna militärer. Kuppen kunde dock avstyras. Med tiden visade det sig – med ett ödets ironi – att dessa militärer tillhört de människor som blivit fördrivna i Kairo sedan Sadat låtit riva slumkvarteren, samt att de blivit islamister under Sadats allians med dessa mot kommunisterna. Många hade dessutom suttit i fängelse där de torterats, men benådats av Sadat 1973 efter oktoberkriget.
Sadat efterträddes av vicepresident Hosni Mubarak, som var närvarade men undkom attentatet oskadd (liksom den svenska ambassadören Olov Ternström), och som valdes till den befattningen den 13 oktober vid en folkomröstning med 98,5 procent. En av Mubaraks första åtgärder var att frige de religiösa och politiska fångarna från krisen i september. Sadat begravdes den 10 oktober i en pyramid i Kairo som han låtit uppföra åt stupade okända soldater 1980, och statschefer från mer än 80 länder närvarade. Libyen och Iran hyllade attentatsmännen. Medan Nassers begravning hade dragit två miljoner sörjande egyptier, tilldrog sig Sadats jämförelsevis ringa folkligt intresse. Folket hade börjat betrakta honom som självupptagen och som en skådespelare.
Sadat var först gift med en kvinna med samma bakgrund som han själv, men han skilde sig från henne när han började göra karriär. År 1949 gifte Sadat om sig med Jehan Raouf, som efter makens död har skrivit en bok om sitt och sin makes liv, Kvinna i Egypten. Tillsammans fick de fyra barn.